# Liste des matchs de l'équipe du Burundi de football par adversaire
Cette liste présente les matchs de l'équipe du Burundi de football par adversaire rencontré.
- Haut – A
- B
- C
- D
- E
- F
- G
- H
- I
- J
- K
- L
- M
- N
- O
- P
- Q
- R
- S
- T
- U
- V
- W
- X
- Y
- Z

## A

### Algérie

#### Confrontations
Confrontations entre le Burundi et l'Algérie :
| Date            | Lieu              | Match             | Score | Compétition       |
| 9 octobre 1992  | Tlemcen Algérie   | Algérie - Burundi | 3-1   | Eliminatoires CM  |
| 17 janvier 1993 | Bujumbura Burundi | Burundi - Algérie | 0-0   | Eliminatoires CM  |
| 12 janvier 2001 | Alger Algérie     | Algérie - Burundi | 2-1   | Eliminatoires CAN |
| 25 mars 2001    | Bujumbura Burundi | Burundi - Algérie | 0-1   | Eliminatoires CAN |

#### Bilan
- Total de matchs disputés : 4
- Victoires de l'équipe du Burundi : 0
- Victoires de l'équipe d'Algérie : 3
- Matchs nuls : 1

### Angola

#### Confrontations
Confrontations entre l'Angola et le Burundi :
| Date             | Lieu              | Match            | Score | Compétition                                 |
| 3 septembre 2000 | Bujumbura Burundi | Burundi - Angola | 0-0   | Qualifications pour la Coupe d'Afrique 2002 |
| 17 juin 2001     | Luanda Angola     | Angola - Burundi | 2-1   | Qualifications pour la Coupe d'Afrique 2002 |

#### Bilan
- Total de matchs disputés : 2
- Victoires de l'équipe d'Angola : 1
- Victoires de l'équipe du Burundi : 0
- Match nul : 0

## G

### Guinée

#### Confrontations
Confrontations entre la Guinée et le Burundi :
|   | Date            | Lieu       | Match            | Score           | Compétition                                                  |
| - | --------------- | ---------- | ---------------- | --------------- | ------------------------------------------------------------ |
| 1 | 30 août 1992    | Conakry    | Guinée - Burundi | 2-2             | Qualifications à la Coupe d'Afrique des nations 1994 (gr. 6) |
| 2 | 11 juillet 1993 | Bujumbura  | Burundi - Guinée | 2-2             | Qualifications à la Coupe d'Afrique des nations 1994 (gr. 6) |
| 3 | 24 octobre 1993 | Libreville | Guinée - Burundi | 0-0 (tab : 5-4) | Qualifications à la Coupe d'Afrique des nations 1994 (gr. 6) |
| 4 | 30 juin 2019    | Le Caire   | Burundi - Guinée | 0-2             | Coupe d'Afrique des nations 2019 (gr. B)                     |

#### Bilan
Au 30 juin 2019 :
- Total de matchs disputés : 4
- Victoires de la Guinée : 1
- Matchs nuls : 3
- Victoires du Burundi : 0
- Total de buts marqués par la Guinée : 6
- Total de buts marqués par le Burundi : 4

## M

### Madagascar

#### Confrontations
Confrontations entre le Burundi et Madagascar :
|  | Date         | Lieu       | Match                | Score | Compétition                              |
|  | ------------ | ---------- | -------------------- | ----- | ---------------------------------------- |
|  | 27 juin 2019 | Alexandrie | Madagascar - Burundi |       | Coupe d'Afrique des nations 2019 (gr. B) |

#### Bilan
Au 24 juin 2019 :
- Total de matchs disputés : 0
- Victoires du Burundi :
- Matchs nuls :
- Victoires de Madagascar :
- Total de buts marqués par le Burundi :
- Total de buts marqués par Madagascar :

## N

### Nigeria

#### Confrontations
Confrontations entre le Nigeria et le Burundi :
|   | Date            | Lieu       | Match             | Score | Compétition                                                  |
| - | --------------- | ---------- | ----------------- | ----- | ------------------------------------------------------------ |
| 1 | 23 janvier 1999 | Abeokuta   | Nigeria - Burundi | 2-0   | Qualifications à la Coupe d'Afrique des nations 2000 (gr. 5) |
| 2 | 22 juin 2019    | Alexandrie | Nigeria - Burundi | 1-0   | Coupe d'Afrique des nations 2019 (gr. B)                     |

#### Bilan
Au 24 juin 2019 :
- Total de matchs disputés : 2
- Victoires du Nigeria : 2
- Matchs nuls : 0
- Victoires du Burundi : 0
- Total de buts marqués par le Nigeria : 3
- Total de buts marqués par le Burundi : 0

## R

### République centrafricaine

#### Confrontations
Confrontations entre la République centrafricaine et le Burundi :
|   | Date             | Lieu   | Match                               | Score | Compétition                                                  |
| - | ---------------- | ------ | ----------------------------------- | ----- | ------------------------------------------------------------ |
| 1 | 13 novembre 2019 | Bangui | République centrafricaine - Burundi | 2-0   | Qualifications à la Coupe d'Afrique des nations 2021 (gr. E) |
|   | 5 octobre 2020   |        | Burundi - République centrafricaine |       | Qualifications à la Coupe d'Afrique des nations 2021 (gr. E) |

#### Bilan
Au 22 novembre 2019 :
- Total de matchs disputés : 1
- Victoires de la République centrafricaine : 1
- Matchs nuls : 0
- Victoires du Burundi : 0
- Total de buts marqués par la République centrafricaine : 2
- Total de buts marqués par le Burundi : 0

## S

### Sénégal

#### Confrontations
Confrontations entre le Sénégal et le Burundi :
| Date             | Lieu      | Match             | Score | Compétition                     |
| 13 décembre 1998 | Bujumbura | Burundi - Sénégal | 1-0   | Qualifications pour la CAN 2000 |
| 19 juin 1999     | Dakar     | Sénégal - Burundi | 1-0   | Qualifications pour la CAN 2000 |
| 13 juin 2015     | Dakar     | Sénégal - Burundi | 3-1   | Qualifications pour la CAN 2017 |
| 13 juin 2015     | Bujumbura | Burundi - Sénégal | 0-2   | Qualifications pour la CAN 2017 |

#### Bilan
- Total de matchs disputés : 4
- Victoires de l'équipe du Sénégal : 3
- Victoires de l'équipe du Burundi : 1
- Match nul : 0

### Seychelles
| Date             | Lieu                 | Match                | Score | Compétition                        |
| 1er juin 2008    | Bujumbura, Burundi   | Burundi - Seychelles | 1-0   | Qualifications Coupe du monde 2010 |
| 6 septembre 2008 | Victoria, Seychelles | Seychelles - Burundi | 1-2   | Qualifications Coupe du monde 2010 |

### Sierra Leone

#### Confrontations
Confrontations entre la Sierra Leone et le Burundi :
|   | Date         | Lieu      | Match                  | Score | Compétition                                                            |
| - | ------------ | --------- | ---------------------- | ----- | ---------------------------------------------------------------------- |
| 1 | 2 juin 1996  | Bujumbura | Burundi - Sierra Leone | 1-0   | Tours préliminaires à la Coupe du monde 1998 (zone Afrique - 1er tour) |
| 2 | 15 juin 1996 | Freetown  | Sierra Leone - Burundi | 0-1   | Tours préliminaires à la Coupe du monde 1998 (zone Afrique - 1er tour) |

#### Bilan
Au 22 avril 2019 :
- Total de matchs disputés : 2
- Victoires de la Sierra Leone : 0
- Matchs nuls : 0
- Victoires du Burundi : 2
- Total de buts marqués par la Sierra Leone : 0
- Total de buts marqués par le Burundi : 2

### Somalie

#### Confrontations
Confrontations entre la Somalie et le Burundi :
|   | Date             | Lieu         | Match             | Score | Compétition                                                              |
| - | ---------------- | ------------ | ----------------- | ----- | ------------------------------------------------------------------------ |
| 1 | 10 août 1975     | Mogadiscio   | Somalie - Burundi | 0-2   | Qualifications à la Coupe d'Afrique des nations 1976 (tour préliminaire) |
| 2 | 24 août 1975     | Bujumbura    | Burundi - Somalie | 0-1   | Qualifications à la Coupe d'Afrique des nations 1976 (tour préliminaire) |
| 3 | 27 juillet 1999  |              | Somalie - Burundi | 0-3   | Coupe CECAFA des nations 1999 (gr. B)                                    |
| 4 | 26 novembre 2000 | Kampala      | Somalie - Burundi | 0-3   | Coupe CECAFA des nations 2000 (gr. A)                                    |
| 5 | 10 décembre 2007 | Dar es Salam | Burundi - Somalie | 3-0   | Coupe CECAFA des nations 2007 (gr. A)                                    |
| 6 | 28 novembre 2010 | Dar es Salam | Burundi - Somalie | 2-0   | Coupe CECAFA des nations 2010 (gr. A)                                    |
| 7 | 25 novembre 2011 | Dar es Salam | Burundi - Somalie | 4-1   | Coupe CECAFA des nations 2011 (gr. B)                                    |
| 8 | 25 novembre 2012 | Kampala      | Burundi - Somalie | 5-1   | Coupe CECAFA des nations 2012 (gr. B)                                    |
| 9 | 28 novembre 2013 | Machakos     | Burundi - Somalie | 2-0   | Coupe CECAFA des nations 2013 (gr. B)                                    |

#### Bilan
Au 4 mai 2019 :
- Total de matchs disputés : 9
- Victoires de la Somalie : 1
- Matchs nuls : 0
- Victoires du Burundi : 8
- Total de buts marqués par la Somalie : 3
- Total de buts marqués par le Burundi : 24

### Soudan du Sud

#### Confrontations
Confrontations entre le Burundi et le Soudan du Sud :
|   | Date             | Lieu      | Match                   | Score | Compétition                                                  |
| - | ---------------- | --------- | ----------------------- | ----- | ------------------------------------------------------------ |
| 1 | 10 juin 2017     | Bujumbura | Burundi - Soudan du Sud | 3-0   | Qualifications à la Coupe d'Afrique des nations 2019 (gr. C) |
| 2 | 11 décembre 2017 | Kakamega  | Soudan du Sud - Burundi | 0-0   | Coupe CECAFA des nations 2017 (gr. B)                        |
| 3 | 16 novembre 2018 | Djouba    | Soudan du Sud - Burundi | 2-5   | Qualifications à la Coupe d'Afrique des nations 2019 (gr. C) |

#### Bilan
Au 4 mai 2019 :
- Total de matchs disputés : 3
- Victoires du Burundi : 2
- Matchs nuls : 1
- Victoires du Soudan du Sud : 0
- Total de buts marqués par le Burundi : 8
- Total de buts marqués par le Soudan du Sud : 2